# Uma História de Futebol
Uma História de Futebol é um filme curta-metragem brasileiro de 1998 produzido e dirigido por Paulo Machline. São contadas passagens ficcionalizadas da infância de Pelé, narradas por um amigo de infância já adulto. O roteiro é baseado em depoimentos de Aziz Adib Naufal. O filme inspirou livro infantil homônimo de José Roberto Torero, que assina o roteiro do filme junto com Maurício Arruda e Paulo Machline.  
Além de ganhar prêmios nos Festivais de Gramado, Brasília, Fortaleza e no Grande Prêmio Brasil, o filme concorreu ao Oscar em 2001 na categoria de curtametragem de ficção em "live action" (filmado com atores).

## Elenco
- Antônio Fagundes - narrador
- José Rubens Chachá - Seu Landão
- Leonardo Pazzini Barcelos
- Marcos Leonardo Delfino
- Andréa Di Maio
- Anselmo Stocco
- Eduardo Santos
- Frederico Betcher
- Magda Miranda
- Tina Rinaldi

## Sinopse
O time infantil de futebol Sete de Setembro da cidade de Bauru vive a expectativa de disputar uma partida final em 30 de dezembro de 1950 contra o adversário Barão da Noroeste. A grande esperança do treinador Landão (mecânico ex-futebolista que manca de uma perna) de ganhar a Taça Júlio Ramalho é o jogador Dico (apelido de infância de Pelé). Quem narra a história é Zuza, companheiro de Dico no time e seu melhor amigo que, além da partida, relembra fatos da infância daquele menino que viria a se tornar o maior jogador de futebol do mundo.